# آيمي جيفتا
آيمي جيفتا (بالإنجليزية: Amy Jephta)‏، هي مُخرجة وكاتبة مسرحية جنوب أفريقية.

## وصلات خارجية
- آيمي جيفتا على موقع IMDb (الإنجليزية)
- آيمي جيفتا على موقع قاعدة بيانات الفيلم (الإنجليزية)